# Marek Klat
Marek Klat (ur. 24 lutego 1959 w Gnieźnie) – polski wydawca, pisarz i scenarzysta.

## Życiorys
Absolwent Wydziału Humanistycznego Uniwersytetu Gdańskiego (1982), doktor nauk historycznych (1988).
Debiutował w 1978 r. na łamach pism studenckich „Dziennika Akademickiego”, którego został wkrótce redaktorem naczelnym oraz „ITD”. Publikował również w „Polityce”, „Wybrzeżu”, „Dzienniku Bałtyckim” i „Wieczorze Wybrzeża”. Od 1985 do 1991 dyrektor prasowy Międzynarodowego Festiwalu Piosenki w Sopocie. W latach 1993–2012 współwłaściciel (z Jarosławem Mykowskim) wydawnictwa artystycznego „Oficyna Pomorska”. Autor i współautor kilkuset artykułów, prawie 40 książek, wydawca i redaktor ponad 60 monografii historycznych. Autor tekstów i koordynator narodowej wystawy "Nowy poczet władców Polski. Świerzy kontra Matejko" zaprezentowanej po raz pierwszy na Zamku Królewskim w Warszawie w 2015 roku. Scenarzysta głośnego filmu w reżyserii Filipa Bajona „Kamerdyner” (2018).
Syn Jana Klata i Lucyny Klat z domu Wdowczyk. Jest mężem Róży Gołasiewicz-Klat i ojcem: Agaty (1990) oraz Rafała (1992).

## Twórczość/Dzieła/Publikacje
Ważniejsze publikacje książkowe:
- Kamerdyner (z Mirosławem Piepką, Michałem Pruskim i Pawłem Palińskim), Warszawa: Wydawnictwo Agora, 2018. ISBN 978-83-268-2691-7
- The New Gallery Of Polish Kings And Princes. Waldemar Świerzy (z Andrzejem Pągowskim), Warszawa: Kreacja Pro, 2017. ISBN 978-83-942196-2-8
- Nowy Poczet Władców Polski. Waldemar Świerzy kontra Jan Matejko (z Andrzejem Pągowskim), Warszawa: Kreacja Pro, 2015. ISBN 978-83-942196-0-4 (kolejne wydania: 2016, 2017 i 2018)
- Bazylika Mariacka w Gdańsku. Skarb Kultury Europejskiej (ze Stanisławem Bogdanowiczem i Różą Gołasiewicz-Klat), Gdańsk-Pelplin: Oficyna Pomorska Róża Gołasiewicz-Klat, Bernardinum, 2014. ISBN 978-83-7823-181-3
- Gdańsk, Gdansk, Danzig (z Różą Gołasiewicz-Klat), Szczecin: Zapol, 2011. ISBN 978-83-751810-2-9
- Gdańsk (z Różą Gołasiewicz-Klat), Szczecin: Zapol, 2011. ISBN 978-83-751810-0-5
- 50 lat Telewizji Polskiej Gdańsk (z Katarzyną Sędek) Gdańsk: Oficyna Pomorska, 2008. ISBN 83-86527-67-6
- Rzym naszych marzeń (z Różą Gołasiewicz-Klat), Gdańsk-Pelplin: Oficyna Pomorska, Bernardinum, 2008. ISBN 978-83-86527-62-5, 978-83-7380-561-3
- Ziemia Święta (z Różą Gołasiewicz-Klat), Gdańsk: Oficyna Pomorska, 2006. ISBN 83-86527-47-1
- Skarbiec Polski. Treasury of Poland (z Jarosławem Mykowskim), Gdańsk: Oficyna Pomorska, 2004. ISBN 83-86527-41-2
- Krzyżackie Tajemnice (z Jarosławem Mykowskim), Gdańsk: Oficyna Pomorska, 2003. ISBN 83-86527-06-4
- Kwidzyn (z Jarosławem Mykowskim), Gdańsk: Oficyna Pomorska, 2002. ISBN 83-86527-70-6 (kolejne wydanie 2004)
- Gdynia (z Jarosławem Mykowskim), Gdańsk: Oficyna Pomorska, 2001. ISBN 83-86527-16-1
- Sopockie Molo (z Jarosławem Mykowskim), Gdańsk-Pelplin: Oficyna Pomorska, Bernardinum, 2001. ISBN 83-88487-93-0
- Sąd Ostateczny Hansa Memlinga (ze Stanisławem Bogdanowiczem, Jarosławem Mykowskim i Donatem Paliszewskim), Gdańsk-Pelpin: Oficyna Pomorska, Bernardinum, 2001. ISBN 83-86527-21-8 i 83-88487-78-7
- Gdańsk (z Jarosławem Mykowskim), Gdańsk: Oficyna Pomorska, 2000. ISBN 83-86527-60-9
- Sopot (z Jarosławem Mykowskim), Gdańsk-Sopot: Oficyna Pomorska, Kąpielisko Morskie Sopot, 1999. ISBN 83-86527-80-3
- Dzieje i Świetność Gdańska (z Jarosławem Mykowskim), Gdańsk: Oficyna Pomorska, 1998. ISBN 83-86527-55-2 (kolejne wydania 1999, 2000, 2001, 2002)
- Bazylika Mariacka w Gdańsku (ze Stanisławem Bogdanowiczem i Jarosławem Mykowskim), Gdańsk: Oficyna Pomorska, 1997. ISBN 83-86527-90-4
- Gedanensis Millennii Splendor (z Jarosławem Mykowskim), Gdańsk: Oficyna Pomorska, wersja polska: 1996, 1997, 1999. ISBN 83-86527-10-2; wersja niemiecka 1997 ISBN 83-86527-10-2; wersja angielska 1998, 2000. ISBN 83-86527-30-7
- Księga Kaszub (z Jarosławem Mykowskim), Gdańsk: Oficyna Pomorska, 1994. ISBN 83-86527-05-6; wersja niemiecka "Buch der Kaschubei", 1995. ISBN 83-86527-20-X
- Sopot, Gdańsk: Przekaz, wersja polska 1992. ISBN 83-85147-03-9, wersja niemiecka Zoppot, 1993. ISBN 83-85147-03-9
- Gdańsk. Złota Księga Skarbów Kultury, Gdańsk: Przekaz, 1992. ISBN 83-85147-02-1, wersja niemiecka "Danzig. Der Goldene Kulturschatz", 1992. ISBN 83-85147-02-1
- Piękno Kaszub Północnych (z Andrzejem Dorniakiem), Gdańsk: Przekaz, 1991. ISBN 83-85147-04-7; wersja niemiecka "Wie Schoen ist die Nordkaschubei" 1991. ISBN 83-85147-04-7
- Miss Polonia. Kulisy konkursów, Gdańsk: Krajowa Agencja Wydawnicza, 1990. ISBN 83-03-03029-9
- 25 x Sopot (ze Sławomirem Kitowskim), Sopot: BUP, 1988

Scenariusz filmowy:
- Kamerdyner (z Mirosławem Piepką i Michałem Pruskim) 2018

Wystawy:
- Nowy poczet władców Polski. Świerzy kontra Matejko (2015 Zamek Królewski w Warszawie, 2016/2017 Muzeum Narodowe w Gdańsku, 2017 Muzeum Miejskie we Wrocławiu, 2018 Muzeum Miejskie w Łodzi)